# Pseudotorymus grisselli
Pseudotorymus grisselli är en stekelart som beskrevs av T.C. Narendran och Girish Kumar 2006. Pseudotorymus grisselli ingår i släktet Pseudotorymus och familjen gallglanssteklar. Inga underarter finns listade i Catalogue of Life.